# باشگاه ورزشی السالمیه کویت

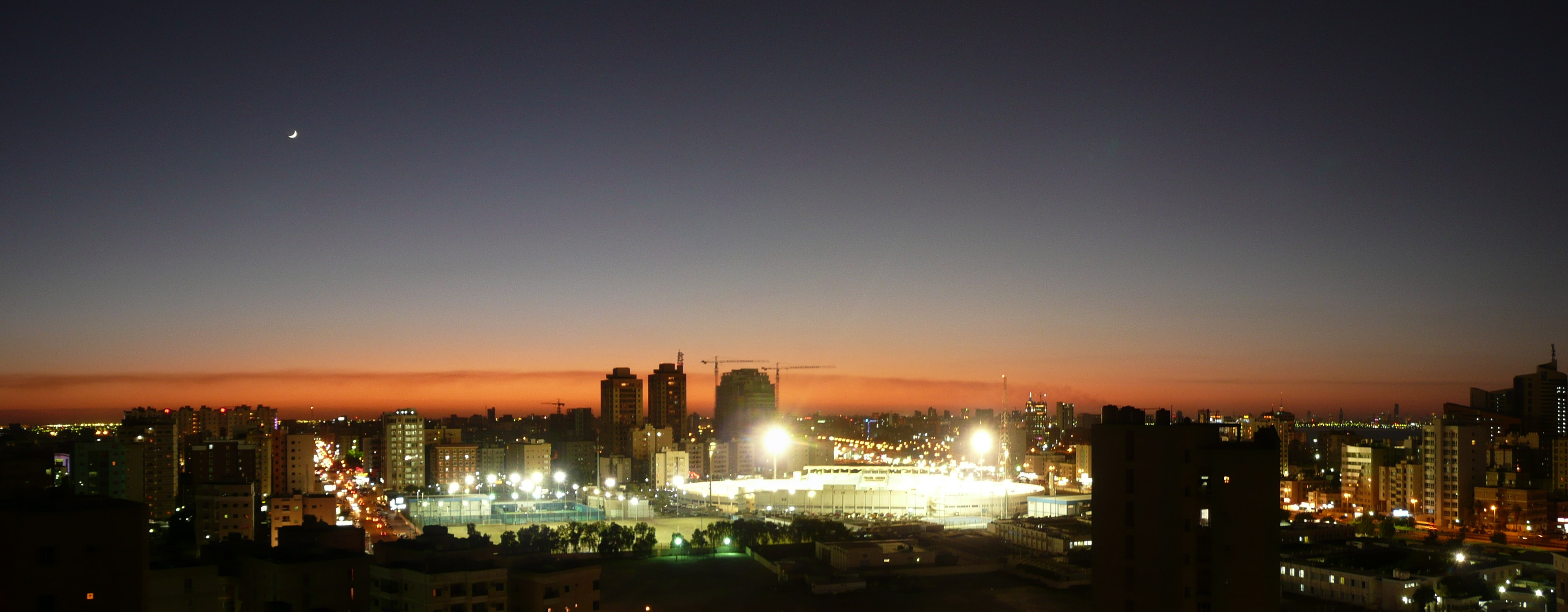
تصویر بیرونی از ورزشگاه اختصاصی السالمیه" ورزشگاه ثامر"

باشگاه السالمیه (به عربی:نادی السالمیة) یک باشگاه فوتبال از کویت است که در شهر السالمیه قرار دارد.
این باشگاه ۴ بار به مقام قهرمانی در لیگ برتر کویت رسیده است. همچنین سابقهٔ قهرمانی در مسابقات جام امیر کویت و جام ولیعهد کویت را نیز دارد.
این باشگاه در سال ۱۹۶۴ میلادی تأسیس شده است.

## بازیکنان برجسته پیشین
بازیکنان ایرانی
- صادق طالبی پور